# Пожука
Пожука (порт. Pojuca) — муниципалитет в Бразилии, входит в штат Баия. Составная часть мезорегиона Агломерация Салвадор. Входит в экономико-статистический микрорегион Кату. Население составляет 28 888 человек на 2006 год. Занимает площадь 318,205 км². Плотность населения — 90,8 чел./км².

## История
Город основан 29 июля 1912 года.

## Статистика
- Валовой внутренний продукт на 2003 год составляет 645 462 597,00 реалов (данные: Бразильский институт географии и статистики).
- Валовой внутренний продукт на душу населения на 2005 год составляет 33 211 реалов (данные: Бразильский институт географии и статистики).
- Индекс развития человеческого потенциала на 2000 год составляет 0,708 (данные: Программа развития ООН).